# 2e wereldfestival voor jeugd en studenten
Het tweede wereldfestival voor jeugd en studenten werd in 1949 in Boedapest, Hongarije, gehouden. Het festival was een van de drie grote jongerenevenementen dat jaar in Boedapest. Ook de universitaire zomerwereldkampioenschappen en het wereldjongerencongres werden in de zich nog van de Tweede Wereldoorlog herstellende stad georganiseerd.
Op 14 augustus 1949 openden 20.000 jongeren van 82 landen in het Szusza Ferenc Stadion het festival. Twee weken lang namen ze deel aan culturele, sportieve en politieke activiteiten. Het festival benadrukte zijn solidariteit met de anti-kolonistische strijd van de Indonesiërs, Maleisiërs en van Frans-Indochina, en ook met de anti-fascistische strijd van Spanje en Griekenland. Het was de eerste keer dat een vertegenwoordiging van de toekomstige Duitse Democratische Republiek (DDR) deelnam.
De slogan van het festivak was  Verenig je jeugd! Voorwaarts voor duurzame vrede, democratie, nationale onafhankelijkheid en een betere toekomst voor de mensheid!